# Arminio
Arminio és una òpera italiana composta per Georg Friedrich Händel (HWV 36). El llibret està basat en un llibret del mateix nom d'Antonio Salvi, que havia estat musicat per Alessandro Scarlatti. És una recreació lliure de l'enfrontament entre el cabdill germànic Arminius i el general romà Varus que culminà a la batalla del bosc de Teutoburg.
L'òpera fou escrita molt ràpidament, en tres setmanes, i fou estrenada al Covent Garden de Londres el 12 de gener de 1737. Tingué poc èxit i després de només sis representacions es retirà. No s'ha recuperat fins al 1972 i segueix considerant-se una òpera menor dins la producció haendeliana.

## Fons
L'alemany Händel havia portat l'òpera italiana als escenaris de Londres per primera vegada el 1711 amb la seva òpera Rinaldo. Un èxit enorme, Rinaldo va crear una mania a Londres per l'òpera seria italiana, una forma centrada majoritàriament en àries en solitari per a les estrelles virtuoses del cant. Haendel havia presentat noves òperes a Londres durant anys amb gran èxit. Un dels principals atractius de les òperes de Händel era el castrat estrella Senesino la relació del qual amb el compositor era sovint tempestuosa i que finalment va abandonar la companyia de Händel per aparèixer amb la rival Òpera de la Noblesa, creada el 1733 i amb el Príncep de Gal·les com a major. patrocinador. Händel es va traslladar a un altre teatre, el Covent Garden, i va contractar diferents cantants, però no hi havia prou públic per a l'òpera a Londres, ni els partidaris aristocràtics per donar-hi suport, per a dos teatres d'òpera alhora, i ambdues companyies d'òpera es van trobar en dificultats.
Juntament amb Giustino i Berenice, Arminio és una de les tres òperes que Handel va escriure en un període de mig any el 1736. Va començar amb la composició de Giustino el 14 d'agost de 1736, seguida de la d'Arminio el 15 de setembre. Havent acabat Arminio va reprendre el treball en Giustino, que va acabar el 20 d'octubre. A mitjans de desembre, va passar a compondre Berenice. Giustino va seguir a Arminio a l'escenari al febrer.

## Historial de recepció i actuació
L'òpera era estimada pels admiradors de Händel però no pel públic comprador d'entrades. Anthony Ashley Cooper, quart comte de Shaftesbury va escriure en una carta que va trobar que Arminio era "bastant greu però correcte i treballat" (ben treballat) "al més alt grau i és el preferit de Händel.... Però em temo que "no s'actuarà molt de temps. El poble no l'admira gaire". Arminio només va tenir sis funcions, l'última el 12 de febrer. No es va tornar a representar fins que va ser reviscut el 1935, a Leipzig.
Amb el renaixement de l'interès per la música barroca i la interpretació musical històricament informada des de la dècada de 1960, Arminio, com totes les òperes de Händel, es representa avui en festivals i teatres d'òpera. Entre altres produccions, l'òpera va ser presentada pel Badisches Staatstheater Karlsruhe el 2016.

## Roles
| Rol                                                                    | Tipus veu       | Estrena, 12 Gener 1737         |
| ---------------------------------------------------------------------- | --------------- | ------------------------------ |
| Arminio (Arminius), cap d'una tribu germànica que s'oposava als romans | alt castrat     | Domenico Annibali              |
| Tusnelda (Thusnelda), la seva esposa                                   | soprano         | Anna Maria Strada del Pò       |
| Sigismondo (Sigismund), fill de Segeste, enamorat de Ramise            | soprano castrat | Gioacchino Conti ("Gizziello") |
| Ramise, germà d'Arminio                                                | contralt        | Francesca Bertolli             |
| Segeste, un altre cabdill germànic, pare de Tusnelda                   | baix            | Henry Reinhold                 |
| Varo (Varus), General romà                                             | tenor           | John Beard                     |
| Tullio (Tullius), Tribú romà                                           | contralt        | Maria Caterina Negri           |

## Sinopsi
- Lloc:Baixa Saxònia i Rin del Nord-Westfàlia, Alemanya

## Acte I
Arminio, cap d'una tribu germànica que ha pres les armes per lluitar contra la invasió romana del seu país, cedeix a les súpliques de la seva dona Tusnelda de retirar-se del camp de batalla perquè no fossin fets presoners tots dos. (Duet: Non è tema).
Surten mentre entren Varo i Tullio. Tullio informa al general romà Varo que Arminio s'ha retirat i Varo revela que està enamorat de la dona d'Arminio, Tusnelda. Tullio li aconsella que s'oblidi d'una passió tan indigna i que lluiti pel triomf de Roma (Ària: Non deve Roman petto), però Varo respon que l'amor pot inspirar grans gestes de glòria (Ària: Al lume di due rai).
Arminio apareix, encadenat, capturat per Segeste, un cabdill germànic que col·labora amb els romans i també és el sogre d'Arminio. Arminio denuncia Segeste per la seva traïció i Tusnelda es veu dividida entre la lleialtat al seu marit i al seu pare (Ària: Scagliano Amore). Varo demana que Arminio accepti la submissió a Roma, però Arminio insisteix que preferiria morir i se l'emporten. Segeste aconsella que Arminio ha de ser assassinat per garantir la pau amb Roma (Ària: Fiaccherò quel fiero orgoglio).
L'escenari canvia al castell de Segeste, on Sigismondo, el seu fill, ha estat somiant amb Ramise, la germana d'Arminio, de qui està bojament enamorat (Ària: Non sono sempre vane larve). Ella i Tusnelda apareixen en escena i Tusnelda els informa que el seu pare Segeste ha lliurat Arminio als romans. Ramise està molt angoixada per l'amenaça a la vida del seu germà (Ària: Sento il cor per ogni lato). Quan Sigismondo demana simpatia a Tusnelda en aquesta situació, ella assenyala que el seu dilema no és res com el seu, dividida com està entre la lleialtat al seu marit i al seu pare (Ària: E vil segno).
Segeste ordena al seu fill que abandoni qualsevol esperança de casament amb Ramise, però Sigismondo assegura que preferiria morir (Ària: Posso morir).

## Acte II
Tullio informa a Segeste que el general romà Varo està enamorat de la seva filla i la dona d'Arminio Tusnelda (Ària: Con quel sangue). En Segeste està content d'escoltar-ho i espera que Varo es converteixi en el seu nou gendre un cop mort Arminio. Varo apareix amb una carta de Cèsar ordenant l'execució d'Arminio i Segeste està ansiosa que això passi. Arminio torna a respirar desafiament a Roma (Ària: Sì, cadrò) i és llançat a la presó sota condemna a mort. Tusnelda està fora de si mateixa pel dolor; el seu pare Segeste li aconsella que digui al seu marit que es sotmeti a Roma i es salvi, però ella no ho farà (Ària: Al furor).
Ramise denuncia Segeste per col·laborar amb els romans i enviar el seu germà Arminio a execució i intenta apunyalar-lo. Tanmateix, Sigismondo intervé i salva la vida del seu pare, i Ramise el retreu amargament. Sigismondo intenta suïcidar-se però Ramise li impedeix fer-ho. Ramise també pateix lleialtats dividides entre el seu amant i el seu germà (Aria: Niente spero) i Sigismondo també està esquinçat (Aria: Quella fiamma).
Arminio, a la presó, li diu a Varo que sap que estima la seva dona i els dona la seva benedicció pel seu matrimoni després de la seva mort, que ell accepta (Ària: Vado a morir). La Tusnelda, però, li diu a Varo que l'única manera de fer-la feliç és salvant el seu marit. Varo es compromet a fer-ho i Tusnelda jura estar agraïda (Ària: Rendimi il dolce sposo).

## Acte III
Arminio és portat al seu lloc d'execució, però encara respira desafiament a Roma (Ària: Ritorno alle ritorte). En Segeste es sorprèn quan apareix Varo i allibera a Arminio de les seves cadenes perquè pugui morir en la batalla (Ària: Mira il Ciel). Tanmateix, Tullio entra amb la notícia que un altre cap alemany ha derrotat als romans i Arminio és retornat a la presó.
En una altra habitació, Tusnelda està contemplant el suïcidi amb l'espasa del seu marit, però decideix enverinar-se (Ària: Ho veleno). Ramise entra just a temps per impedir-la i les dues dames acorden que han de salvar Arminio (Duet: Quando più minacci). Fan una crida a Sigismondo perquè alliberi Arminio, però ell diu que no pot, i ambdues dones amenacen de suïcidar-se. Sigismondo està desesperat per les seves lleialtats conflictives (Ària: Il Sangue al cor favella). Tusnelda expressa la seva angoixa (Ària: Tra speme) però resta sorprèsa per Arminio, que ha estat alliberat de la presó, i es dirigeix a lluitar contra els romans amb l'espasa que li ha estat restituïda per Sigismondo. (Ària: Fatto scorta al chemin).
Ramise té por de la reacció d'en Segeste davant el que ha fet el seu fill i l'insta a fugir però Sigismondo es nega. Quan apareix Segeste, furiós per l'acció del seu fill, Ramise menteix que ella va ser la persona que li va restituir l'espasa d'Arminio. Segeste té el seu fill i Ramise a la presó mentre Sigismondo respira desafiament al seu pare (Ària: Impara a non temer). Ramise està contenta de compartir les tribulacions del seu amant (Ària: Voglio seguir lo sposo).
Tullio informa a Segeste que Arminio ha matat Varo, ha derrotat els romans i ha ocupat el seu castell. Tullio creu que haurien d'escapar mentre puguin, però Segeste denuncia el seu fill com un traïdor i intenta matar-lo. Arminio entra just a temps per evitar-ho; ell i Sigismondo imploren a Segeste que cedi en la seva ira i li prometen perdonar-lo si ho fa. Segesta, aclaparat per la seva amabilitat, hi està d'acord. Arminio i Tusnelda s'alegren en el seu retrobament (Duet: Ritorna nel core vezzosa) i tots celebren l'afortunat gir dels esdeveniments (Cor: A capir tante dolcezze).

## Enregistraments
Enregistraments d'àudio

| Any  | Casting: Arminio, Tusnelda, Ramise, Sigismondo, Varo, Tullio, Segeste                                                | Conductor, Orquestra                            | Segell                     |
| ---- | --- | ----------------------------------------------- | -------------------------- |
| 2010 | Vivica Genaux, Geraldine Mcgreevy, Manuela Custer, Dominique Labelle, Luigi Petroni, Sytse Buwalda, Riccardo Ristori | Alan Curtis, Il Complesso Barocco               | CD: Erato Cat: 5454612     |
| 2016 | Max Emanuel Cencic, Layla Claire, Ruxandra Donose, Vince Yi, Juan Sancho, Xavier Sabata, Petros Magoulas             | Armonia Atenea, George Petrou                   | CD: Decca Cat: 478 8764DH2 |
| 2016 | Christopher Lowrey, Anna Devin, Helena Rasker, Sophie Junker, Paul Hopwood, Owen Willetts, Cody Quattlebaum          | Laurence Cummings, FestspielOrchester Göttingen | CD: Accent Cat: 26409      |

## Enregistraments video
| Any  | Casting: Arminio, Tusnelda, Ramise, Sigismondo, Varo, Tullio, Segeste                                               | Conductor, Orchestra, Director de practiques | Segell                               |
| ---- | --- | -------------------------------------------- | ------------------------------------ |
| 2018 | Max Emanuel Cencic, Lauren Snouffer, Gaia Petrone, Aleksandra Kubas-Kruk, Juan Sancho, Owen Willetts, Pavel Kudinov | Armonia Atenea, George Petrou                | Blu-ray: C Major Cat: 744408; 744504 |